# Grand Bleu de Gascogne
Der Grand Bleu de Gascogne, manchmal auch Großer Blauer Gascogne-Laufhund genannt, ist eine von der FCI (Nr. 22, Gr. 6, Sek. 1.1) anerkannte französische Hunderasse.

## Herkunft und Geschichtliches
Wie sein Zeitgenosse, der Hubertushund, soll er aus dem 14. Jahrhundert stammen. Er lief in den Meuten des Grafen von Foix, Gaston Febus, er jagte Wolf, Bär, Schwarzwild und andere Großtiere. Heute ist er noch im Süden Frankreichs sehr verbreitet, besonders in der Gascogne, woher er auch seinen Namen hat.

## Beschreibung
Der Grand Bleu de Gascogne ist ein 72 cm großer und 35 kg schwerer Jagdhund, vollständig schwarz-weiß getüpfelt, was einen schieferblauen Schimmer verleiht; mit oder ohne mehr oder minder ausgedehnten schwarzen Platten.
Sein Haar ist kurz, recht dick und sehr dicht. Die Ohren der Hunde stellen eines der charakteristischen Merkmale des Bleu dar; sie sind dünn, gefaltet und laufen spitz aus, und nach vorne gelegt reichen sie bis über die Nasenspitze. 